# Acaciella glauca
Acaciella glauca là một loài thực vật có hoa trong họ Đậu. Loài này được (L.) L. Rico mô tả khoa học đầu tiên năm 2006.